# Ge’alja
Ge’alja (hebr.: גאליה) – moszaw położony w samorządzie regionu Gan Rawe, w Dystrykcie Centralnym, w Izraelu.

## Historia
Moszaw został założony w 1948 przez imigrantów z Bułgarii.

## Gospodarka
Gospodarka moszawu opiera się na intensywnym rolnictwie.